# Darrin Pfeiffer
Darrin Pfeiffer spelar trummor i bandet Goldfinger. Han är gift och tillsammans med sin fru Vicky Anderson driver han ett skivbolag, High 4 Records.